# Domenico Maroli

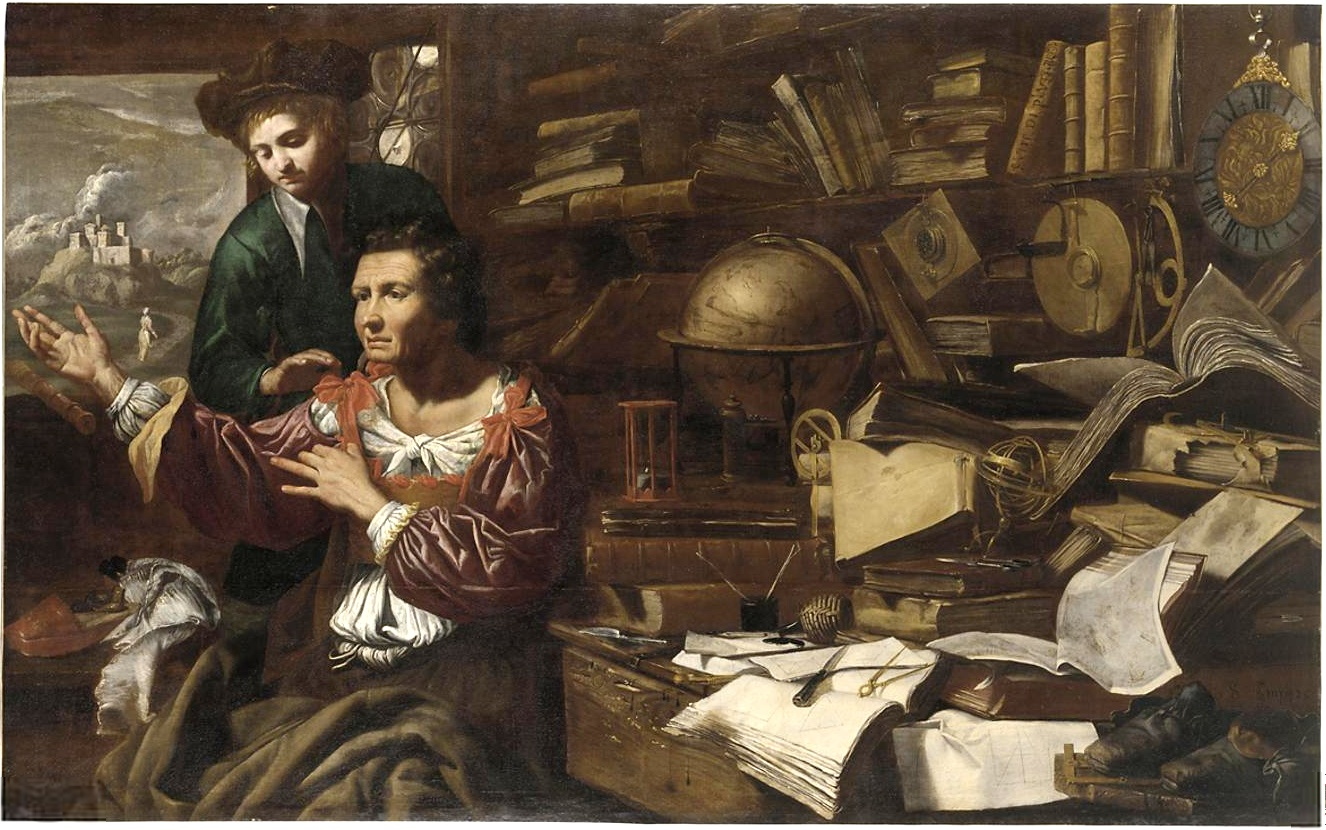
Euclide de Mégare s'habille en femme pour aller écouter les leçons de Socrate à Athènes de Domenico Maroli

Domenico Maroli (1612, Messine — 23 mai 1676) est un peintre vénitien du XVIIe siècle originaire de Sicile.

## Œuvres
- Sacrifice de Melchisédech (1665) — Chapelle du Santissimo Sacramento au Duomo de Reggio de Calabre
- Loth et ses filles — Musée régional de Messine
- Le Martyre de Saint Placide — il n'en reste qu'une reproduction photographique, le tableau ayant été détruit pendant le Séisme de 1908 à Messine.
- La Nativité —  Église Santa Maria La Grotta (Messina Peloro):
- Euclide de Mégare s'habille en femme pour aller écouter les leçons de Socrate à Athènes (vers 1650) — Collection particulière